# Brotherella cuspidata
Brotherella cuspidata là một loài rêu trong họ Sematophyllaceae. Loài này được Y. Jia & J.M. Xu mô tả khoa học đầu tiên năm 2006.